# Antoine Mazure
Antoine Mazure, né le 19 septembre 1998 en France, est un footballeur français qui joue au poste d'attaquant au FC Progrès Niederkorn.

## Biographie

### FC Aurillac-Arpajon (2017-2020)
Formé au sein du Clermont Foot 63, c'est au FC Aurillac-Arpajon que le joueur commence sa carrière en 2017.

### Bourges 18 (2020)
En 2020, il rejoint le Bourges 18, alors en National 3.

### Moulins-Yzeure Foot (2020-2021)
Très sollicité après son passage à Bourges, il signe un contrat avec le Moulins-Yzeure Foot.

### FC Progrès Niederkorn (depuis 2021)
En 2021, il s'engage avec le FC Progrès Niederkorn, club de BGL Ligue, au Luxembourg, en signant un contrat de trois ans.
Il remporte avec son club la Coupe du Luxembourg en 2024 face au FC Swift Hesperange ainsi que la Supercoupe du Luxembourg la saison suivante face au FC Differdange 03.

## Palmarès
| FC Progrès Niederkorn (2) :                                                            |
| -------------------------------------------------------------------------------------- |
| - Coupe du Luxembourg - Vainqueur : 2024 - Supercoupe du Luxembourg - Vainqueur : 2024 |